# メリクッコ
メリクッコ（イタリア語: Melicucco）は、イタリア共和国カラブリア州レッジョ・カラブリア県にある、人口約5,000人の基礎自治体（コムーネ）。

## 地理

### 位置・広がり

#### 隣接コムーネ
隣接するコムーネは以下の通り。
- アノーイア
- チッタノーヴァ
- フェロレート・デッラ・キエーザ
- ポリステナ
- リッツィーコニ
- ロザルノ